# Stenaspis
Stenaspis is een kevergeslacht uit de familie van de boktorren (Cerambycidae). De wetenschappelijke naam van het geslacht werd voor het eerst geldig gepubliceerd in 1834 door Audinet-Serville.

## Soorten
Stenaspis omvat de volgende soorten:
- Stenaspis castaneipennis Dupont, 1838
- Stenaspis pilosella Bates, 1892
- Stenaspis plagiata Waterhouse, 1877
- Stenaspis solitaria (Say, 1824)
- Stenaspis superba Aurivillius, 1909
- Stenaspis validicornis Casey, 1912
- Stenaspis verticalis Audinet-Serville, 1834